# Dasyhelea major
Dasyhelea major är en tvåvingeart som först beskrevs av Gabriel Strobl 1906.  Dasyhelea major ingår i släktet Dasyhelea och familjen svidknott.
Artens utbredningsområde är Spanien. Inga underarter finns listade i Catalogue of Life.